# Sociedad Iberista

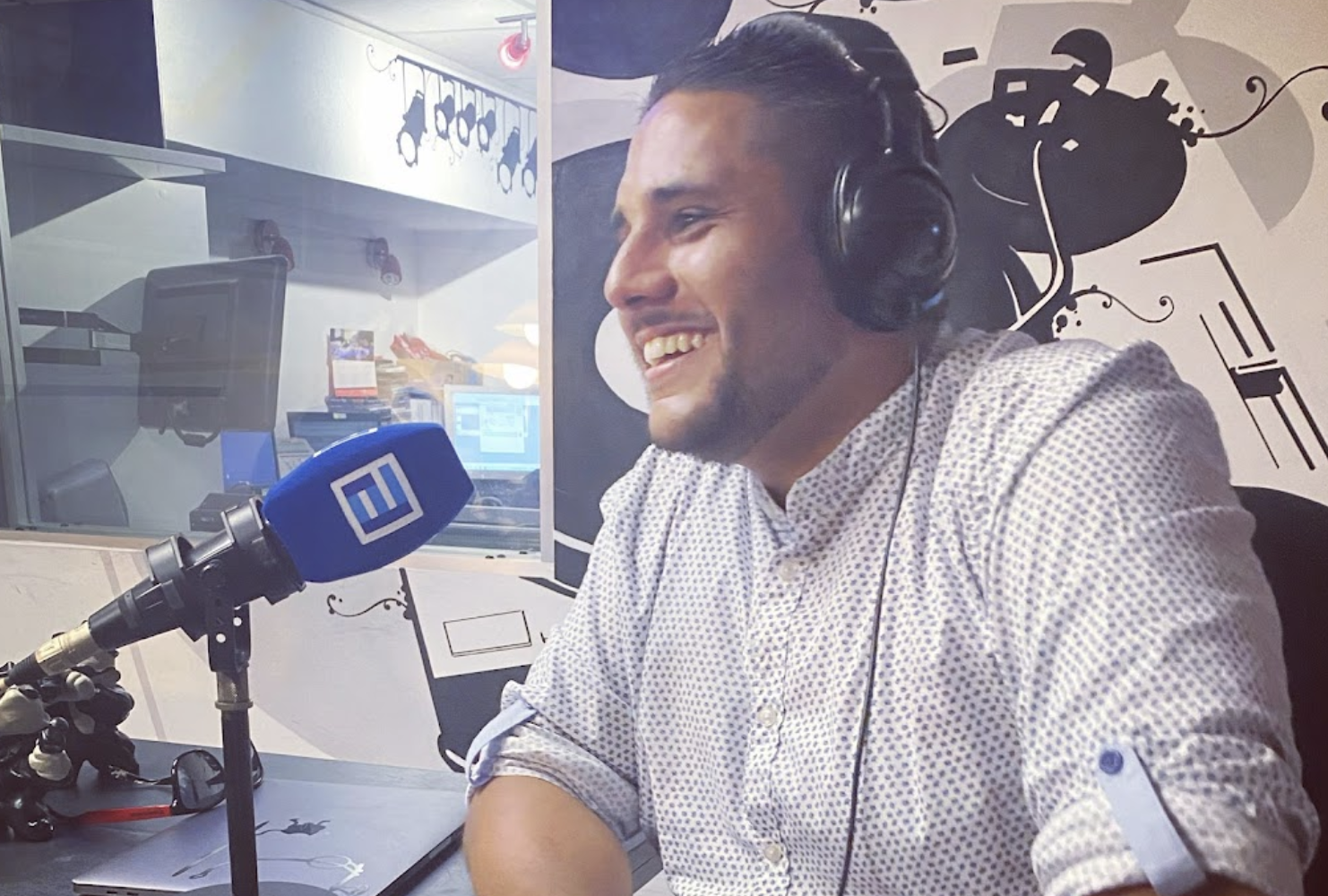
Adrián Gebé participando en La Buena Tarde de RTPA, en la realización de la sección de "Uma casa portuguesa"

La Sociedad Iberista (SI, en portugués: Sociedade Iberista, en inglés: Iberian Society), es una organización internacional, registrada como asociación sin ánimo de lucro presente en varios países, donde realiza distintos eventos y desarrolla programas de cooperación y desarrollo sociocultural. 
Fue fundada en 2018 en Madrid y tiene su sede en Canencia de la Sierra (Madrid) Tiene ocho federaciones en la península ibérica y sucursales en México y Colombia.
Desde su fundación, La Sociedad Iberista trabaja en la prevención de la despoblación rural, desarrollo sostenible y protección del medio ambiente y defensa de los Derechos Humanos. Procura movilizar a la opinión pública para presionar a los gobiernos a ejecutar medidas y propuestas realizadas por la asociación. 

## Historia

### La Fundación
La Sociedad Iberista nació el 7 de junio de 2018 por iniciativa de diversas personalidades del sector cultural iberista, en un momento en que el iberismo era un movimiento minoritario.
Entendiendo la resignificación del iberismo como uno de sus principales objetivos, divide su actividad en diversas fases, que lleva ejecutando desde su fundación. Dentro de esa actividad consigue que el 7 de junio sea reconocido como día del Iberismo. 
Ya en 2019, medios portugueses se hacen eco de la campaña contra la apropiación nacionalista de la Primera Vuelta al Mundo de Magallanes y Elcano. La Sociedad Iberista consideró una vergüenza la gestión del acontecimiento.
Tras esto, mantiene reuniones en la Embajada de Portugal en España con Francisco Ribeiro de Menezes y su sustituto al frente de la Embajada João Mira Gomes, con los que se mantiene una política activa de colaboración, especialmente en lo referente al introducción del idioma portugués en España, como lengua de enseñanza y la conformación de un Eje Ibérico como alianza estratégica entre Portugal y España.
El 10 de diciembre de 2018 recibe un reconocimiento por parte de la Fundación Internacional de Derechos Humanos, por la actividad realizada en defensa de éstos. 

### Actividad durante la pandemia Covid-19
La falta de actividades durante la declaración de la pandemia de Covid-19 y tras declaraciones de Rui Moreira, en la que hablaba de la necesidad de constituir un IBEROLUX, la Sociedad Iberista tuvo un crecimiento exponencial, tras la crítica en diversos medios por el cierre de las fronteras entre España y Portugal como medida preventiva contra el alto índice de contagios y fallecimientos de la pandemia. 
En el marco de esa actividad, se instó a los gobiernos de Portugal y España a renovar el Tratado de Amistad y Cooperación de 1977. Tras la firma de un nuevo tratado en la Cumbre Ibérica de Trujillo en 2021, se criticó la vacuidad de la misma y la falta de acuerdo de fondo.
También fue propuesta la creación de una Agencia Ibérica de Cooperación de Emergencias para hacer frente de forma conjunta a las amenazas y riesgos 
Desde 2019, se viene realizando una sección sobre Portugal en la Radiotelevisión del Principado de Asturias, donde a través de un "lusotest" se pone a prueba a los presentadores del programa sobre conocimientos del país vecino. 

## Actualidad
Tras el acuerdo alcanzado por Portugal y España para limitar el precio de la luz, la Sociedad Iberista afirmó que la geopolítica está siendo conducida a la conformación de grandes bloques culturales, siendo necesaria la asunción de todo tipo de acuerdos y creación de sinergías para que los países de la Comunidad Ibérica, encuentren lazos en común y ejecuten agendas sociales y económicas de forma conjunta, más allá de las que se realizan en las Cumbres iberoamericanas de Jefes de Estado y de Gobierno, las cuales no están abiertas a la participación ciudadana.
La Sociedad Iberista realiza eventos, conferencias y entrevistas, entre los que destacan las realizadas a Enric Juliana, Marcelo Gullo o Juan Carlos Girauta o Ian Gibson, quién es Presidente de honor desde 2024.
En la actualidad es la asociación mayoritaria del movimiento iberista.

## Presidentes de Honor

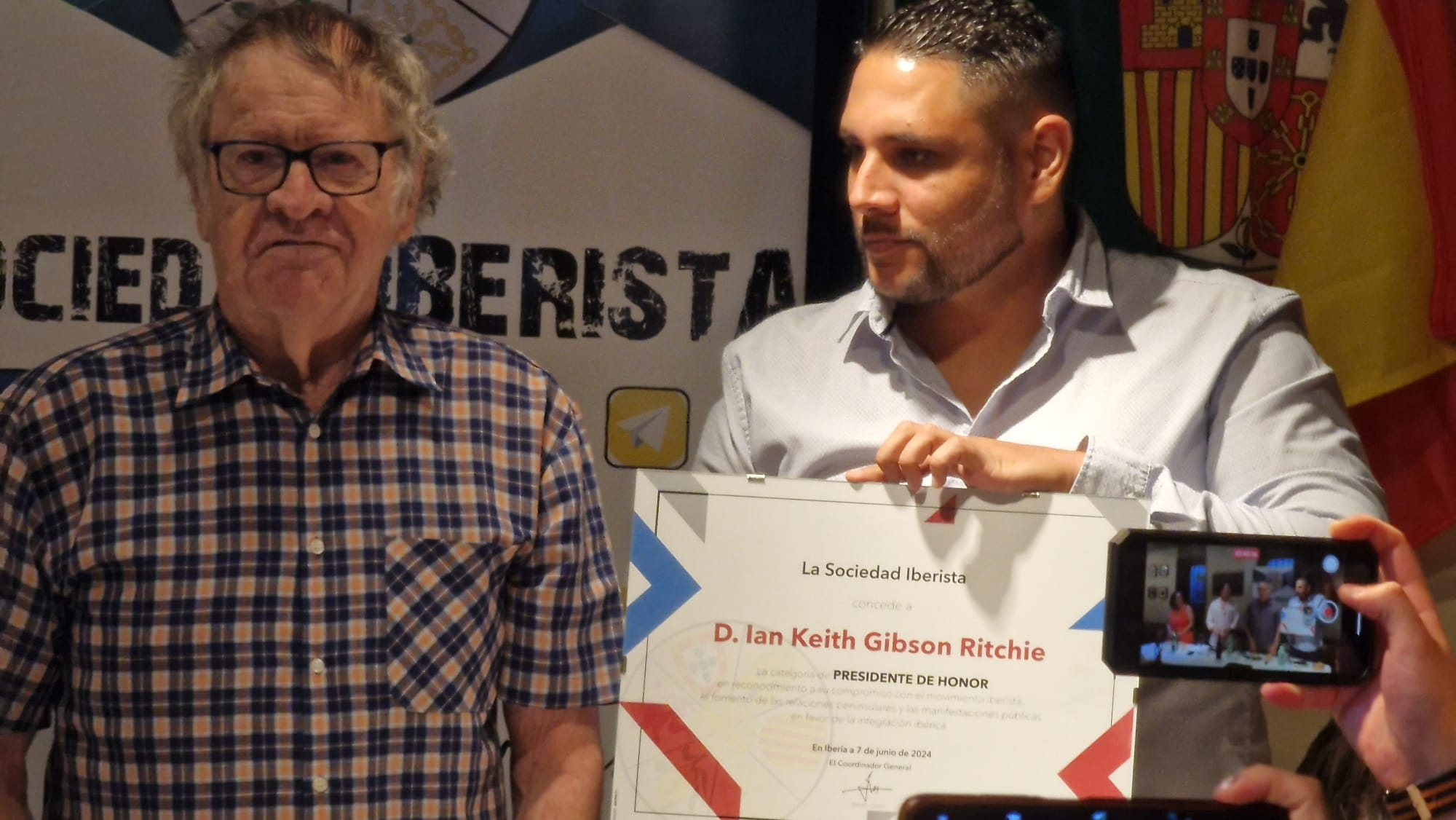
Ian Gibson recibe de Adrián Gebé la Presidencia de Honor de la Sociedad Iberista

La Sociedad Iberista reconoce la categoría de Presidente de honor a la persona que siendo de reconocido prestigio, ha manifestado públicamente su defensa del iberismo. Este cargo se concede únicamente a una persona y es con carácter vitalicio.
– Ian Gibson. Desde el 7 de junio de 2024